# Gran Premio de Bélgica de Motociclismo de 1968
El Gran Premio de Bélgica de Motociclismo de 1968 fue la quinta prueba de la temporada 1968 del Campeonato Mundial de Motociclismo. El Gran Premio se disputó el 7 de julio de 1968 en el Circuito de Spa.

## Resultados 500cc
Giacomo Agostini rompió los récords de vuelta tanto en los entrenamientos como en la carrera, pero esa fue la única sensación en la carrera de 500cc. Incluso la batalla por el segundo lugar no fue emocionante yq que Jack Findlay se convirtió en el único que podía terminar en la misma vuelta que Agostini. Derek Woodman fue tercero con un Seeley-Norton.
| Pos.    | Piloto             | Moto              | Tiempo      | Pts. |
| ------- | ------------------ | ----------------- | ----------- | ---- |
| 1       | Giacomo Agostini   | MV Agusta         | 1h 3' 11" 8 | 8    |
| 2       | Jack Findlay       | Matchless         | +3' 46" 3   | 6    |
| 3       | Derek Woodman      | Seeley            | +1 Vuelta   | 4    |
| 4       | Robin Fitton       | Norton            | +1 Vuelta   | 3    |
| 5       | Kelvin Carruthers  | Weslake           | +1 Vuelta   | 2    |
| 6       | John Cooper        | Seeley            | +1 Vuelta   | 1    |
| 7       | Peter Williams     | Matchless         |             |      |
| 8       | Rodney Gould       | Norton            |             |      |
| 9       | Ron Chandler       | Seeley            |             |      |
| 10      | John Dodds         | Norton            |             |      |
| 11      | John Hartle        | Metisse-Matchless |             |      |
| 12      | Walter Scheimann   | Norton            |             |      |
| 13      | Bohumil Staša      | ČZ                |             |      |
| 14      | Bosse Granath      | Seeley            |             |      |
| 15      | György Kurucz      | Matchless         | +2 Vueltas  |      |
| Ret     | Gyula Marsovszky   | Matchless         | Ret         |      |
| Ret     | František Št'astný | Jawa              | Ret         |      |
| Ret     | Angelo Bergamonti  | Paton             | Ret         |      |
| Ret     | Jean Auréal        | Aermacchi         | Ret         |      |
| Ret     | Billie Nelson      | Paton             | Ret         |      |
| Ret     | Malcolm Stanton    | Norton            | Ret         |      |
| Ret     | Karel Bojer        | ČZ                | Ret         |      |
| Ret     | Alberto Pagani     | LinTo             | Ret         |      |
| Ret     | Dan Shorey         | Norton            | Ret         |      |
| Ret     | Karl Hoppe         | Norton            | Ret         |      |
| DNQ     | André-Luc Appietto | Norton            | DNQ         |      |
| Fuente: |                    |                   |             |      |

## Resultados 250cc
En la carrera del cuarto de litro, Bill Ivy fue destinado por Yamaha para ganar también en Bélgica. Phil Read comenzó segundo y se limitó a seguir a su compañero de equipo, hasta que tuvo problemas con el carburador y tuvo que entrar en boxes para reemplazar la bujía. Ivy lideró la carrera por delante de Heinz Rosner, mientras que Read retrocedió al último lugar. Sin embargo, después de tres vueltas ya estaba en octavo lugar y después de cuatro vueltas, ya era cuarto. Al final, incluso tomó el primer lugar, porque Ivy también tuvo que entrar en boxes. Sus problemas no se resolvieron allí y finalmente se cayó. Rosner fue en segundo y Rodney Gould, que había montado Yamaha TD 1 por con cuadro de Bultaco fue tercero.

| Pos. | Piloto             | Moto              | Tiempo    | Pts. |
| ---- | ------------------ | ----------------- | --------- | ---- |
| 1    | Phil Read          | Yamaha            | 40' 38" 6 | 8    |
| 2    | Heinz Rosner       | MZ                | +7"       | 6    |
| 3    | Rodney Gould       | Bultaco-Yamaha    | +26" 3    | 4    |
| 4    | László Szabó       | MZ                | +1' 00" 4 | 3    |
| 5    | Santiago Herrero   | OSSA              | +1' 20" 8 | 2    |
| 6    | Kent Andersson     | Yamaha            | +2' 21" 4 | 1    |
| 7    | Ginger Molloy      | Bultaco           | +2' 22"   |      |
| 8    | Dave Simmonds      | Kawasaki          | +2' 47" 9 |      |
| 9    | Bohumil Staša      | ČZ                | +5' 17" 3 |      |
| 10   | František Št'astný | ČZ                | +1 giro   |      |
| 11   | Derek Woodman      | Metisse-Aermacchi |           |      |
| 12   | Jan Huberts        | Kawasaki          |           |      |
| 13   | Angelo Bergamonti  | Paton             |           |      |
| 14   | Jacques Roca       | Yamaha            |           |      |
| 15   | Eric Gogebeur      | Kawasaki          |           |      |
| 16   | Cees van Dongen    | Yamaha            |           |      |
| 17   | Dave Lloyds        | Honda             |           |      |
| Ret  | Bill Ivy           | Yamaha            | Ret       |      |

## Resultados 50cc
En 50cc, Hans-Georg Anscheidt decidió el campeonato en el quinto y último Gran Premio, aún sin saberse que los Grandes Premios de Francia y Japón no se iban a disputar. Paul Lodewijkx entró tres segundos más lento que Anscheidt, pero fue segundo, por delante de las Derbi de Ángel Nieto y Barry Smith. Al equipo de Derbi no le gustó esto porque temían perder tanto el segundo lugar en el campeonato como el segundo lugar en el título de constructores ante el pequeño equipo de Jamathi. Al final, Nieto acusó a Lodewijkx de tener un motor de gran tamaño pero resultó permanecer por debajo de 50 cc. De hecho, esta protesta oficial de Derbi fue favorable para Jamathi, porque los rumores sobre un motor no regulado habían estado dando vueltas durante algún tiempo y ahora habían sido refutados.
| Pos. | Piloto               | Moto     | Tiempo    | Pts. |
| ---- | -------------------- | -------- | --------- | ---- |
| 1    | Hans-Georg Anscheidt | Suzuki   | 28' 06" 1 | 8    |
| 2    | Paul Lodewijkx       | Jamathi  | +1' 04" 6 | 6    |
| 3    | Ángel Nieto          | Derbi    | +1' 05" 5 | 4    |
| 4    | Barry Smith          | Derbi    | +1' 12" 7 | 3    |
| 5    | Martin Mijwaart      | Jamathi  | +1' 55" 4 | 2    |
| 6    | Rudolf Schmälzle     | Kreidler | +1' 57" 2 | 1    |
| 7    | Jan de Vries         | Kreidler | +1' 58" 7 |      |
| 8    | Aalt Toersen         | Kreidler | +2' 24" 2 |      |
| 9    | Jos Schurgers        | Kreidler | +2' 34" 9 |      |
| 10   | Jaap Moojen          | Kreidler | +4' 18" 8 |      |
| 11   | Lothar John          | Suzuki   | +5' 20"   |      |
| 12   | Bernard Hausel       | Derbi    | +5' 35" 3 |      |
| 13   | Oscar Pastro         | Derbi    | +6' 11" 2 |      |
| 14   | Yves Le Toumelin     | Derbi    | +6' 48" 6 |      |
| 15   | Cliff Carr           | Derbi    | +1 Vuelta |      |
| 16   | Han Leenheer         | Kreidler |           |      |
| Ret  | Jacques de Ara       | Derbi    | Ret       |      |